# Pleuroloma cala
Pleuroloma cala é uma espécie da ordem Polydesmida da classe Diplopoda ("milípedes"). Pleuroloma cala é encontrado na América do Norte.